# Tribunales Militares (Guatemala)
Los Tribunales Militares son los tribunales encargados de conocer de los delitos o faltas cometidos por los integrantes del Ejército de Guatemala, es decir le corresponde ejercer la función de jurisdicción militar en el país. Se establece que ningún civil podrá ser juzgado por tribunales militares.
El artículo 219 de la Constitución y el Código Militar de Guatemala son el fundamento legal de los tribunales militares.

## Competencia
Los tribunales militares, en tiempos de guerra o en el caso de tropas establecidas fuera del territorio nacional, tienen competencia únicamente para juzgar delitos y faltas estrictamente militares cometidos por miembros de las Fuerzas Armadas y el resto de infracciones corresponde a la jurisdicción común. Los delitos esencialmente militares son aquellos que pueden poner en peligro la función de defensa asignada a las fuerzas armadas, los cuales son: traición y espionaje, rebelión, sedición, delitos contra la subordinación, delitos contra el servicio militar, abusos de autoridad, de la denegación de auxilio, infidelidad en la custodia de presos y de los prófugos, deserción, actos de violencia y pillaje, hurtos y robos y la mala administración de los caudales del ejército.
Los tribunales militares, por mandato constitucional, son parte del Organismo Judicial y se rigen por los mismos principios que el resto de tribunales de la República. En estos tribunales al igual que en los otros no podrá haber más de dos instancias.

## Organización e Integración
Los tribunales militares se organizan e integran de la siguiente manera:

### Corte Suprema de Justicia
La Cámara Penal de la Corte Suprema de Justicia, en cuanto jurisdicción militar se refiere, lo conocerá en recurso de casación. En este caso, la Cámara se constituye como Corte Marcial,  integrada por su mismo Presidente y magistrados, más dos vocales militares.

### Corte de Apelaciones
Las Salas de la Corte de Apelaciones conocerán en segunda instancia todos los casos pertenecientes a la  jurisdicción militar. En esta instancia, la Sala se constituyen como Corte Marcial, integrada con sus mismos magistrados más dos vocales militares.

### Tribunales Militares de Primera Instancia oConsejos de Guerra
Estos tribunales conocen en primera instancia todos los casos suscitados dentro de la jurisdicción militar. Están integrados por un Presidente, un Auditor de Guerra y un Secretario. En 1999, existían alrededor de 9 tribunales militares.

### Juzgados Militares Menores
Los jueces militares son aquellos que conocen en ninguna instancia los asuntos menores dentro de la jurisdicción militar y son nombrados según la ley.